# Як ми стали добровольцями
«Як ми стали добровольцями» — український документальний фільм про тих, хто навесні 2014 року пішов захищати Україну від російських окупантів. 
Тривалість фільму — 70 хвилин.
Прем’єра фільму в Україні відбулась 29 серпня 2015 року на День пам’яті та скорботи за загиблими в Іловайському котлі. 
У 2016 році фільм представляв Україну на кінофестивалі One World про права людини (Прага, Чехія). 
У 2021 році до Дня українського добровольця Docua-platform та "Військове телебачення України" підготували оновлену версію фільму. 

## Творча група[3]
Режисерки — Лариса Артюгіна, Олександра Чупріна
Оператори —  Ілля Єгоров, Вячеслав Цвєтков
Звук — Андрій Нідзельський
Колорист — Валентин Вернигор

## Про фільм
Фільм про людей, які навесні 2014 року, коли Україну атакували військові росії, першими вийшли назустріч окупанту. Фільм — мозаїка різних історій  добровольців — цивільних людей з Майдану, що пішли на війну, щоб захистити незалежність України, свої ідеали та цінності.  Герої фільму розповідають про Майдан, Донбас, поранення, про близьких людей, яких хочуть захистити. Серед добровольців люди різних мирних професій: програміст, піаніст, актор лялькового театру. Серед героїв фільму і місцеві жителі, які велосипедами привозять захисникам молоко, сир та хліб.  